# Zero: Fever Part.3
Zero: Fever Part.3 è il settimo EP della boy band sudcoreana Ateez, pubblicato nel 2021.

## Tracce
1. Eternal Sunshine – 3:29 (testo: Eden, Ollounder, Leez, Kim Hongjoong, Song Mingi – musica: Eden, Ollounder, Leez, Peperoni, Oliv)
2. Feeling Like I Do – 3:17 (testo: Eden, Ollounder, Leez, Kim Hongjoong, Song Mingi – musica: Eden, Ollounder, Leez, Peperoni, Oliv)
3. Deja Vu – 3:16 (testo: Eden, Ollounder, Leez, Peperoni, Oliv, Kim Hongjoong, Song Mingi – musica: Eden, Ollounder, Leez, Peperoni, Oliv)
4. Rocky – 3:08 (testo: Eden, Leez, Ollounder, Kim Hongjoong, Song Mingi – musica: Eden, Leez, Kim Hongjoong, Ollounder, Peperoni, Oliv)
5. All About You – 2:56 (testo: Eden, Kim Hongjoong, Ollounder, Buddy, Maddox, Song Mingi – musica: Eden, Kim Hongjoong, Ollounder, Buddy, Maddox)
6. Not Too Late (밤하늘) – 3:34 (testo: Eden, Leez, Ollounder, Kim Hongjoong, Song Mingi – musica: Eden, Leez, Ollounder, Peperoni, Oliv)